# Monia squama
Monia squama är en musselart som först beskrevs av Gmelin 1791.  I den svenska databasen Dyntaxa används istället namnet Pododesmus squama. Enligt Catalogue of Life ingår Monia squama i släktet Monia och familjen sadelostron, men enligt Dyntaxa är tillhörigheten istället släktet Pododesmus och familjen sadelostron. Arten är reproducerande i Sverige. Inga underarter finns listade i Catalogue of Life.